# ماهیچه دورکننده انگشت کوچک دست
ماهیچه دورکننده انگشت کوچک دست (انگلیسی: Abductor digiti minimi muscle of hand) یک ماهیچه اسکلتی است که در کناره زند زیرین کف دست واقع شده است. با انقباض این ماهیچه، انگشت کوچک از انگشت چهارم دور می‌شود.

## نگارخانه

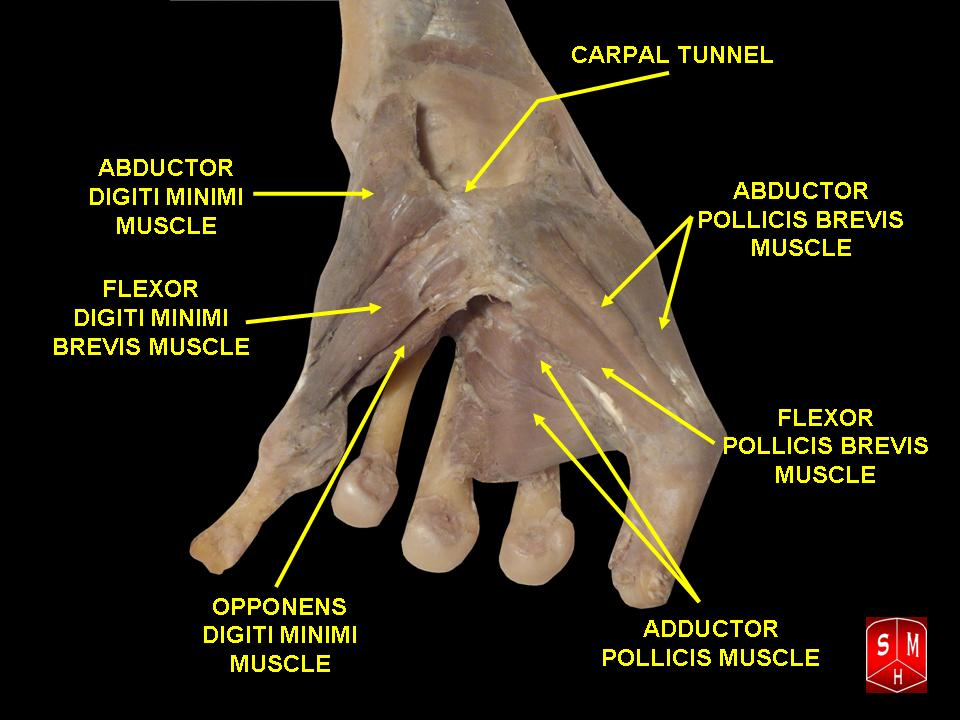
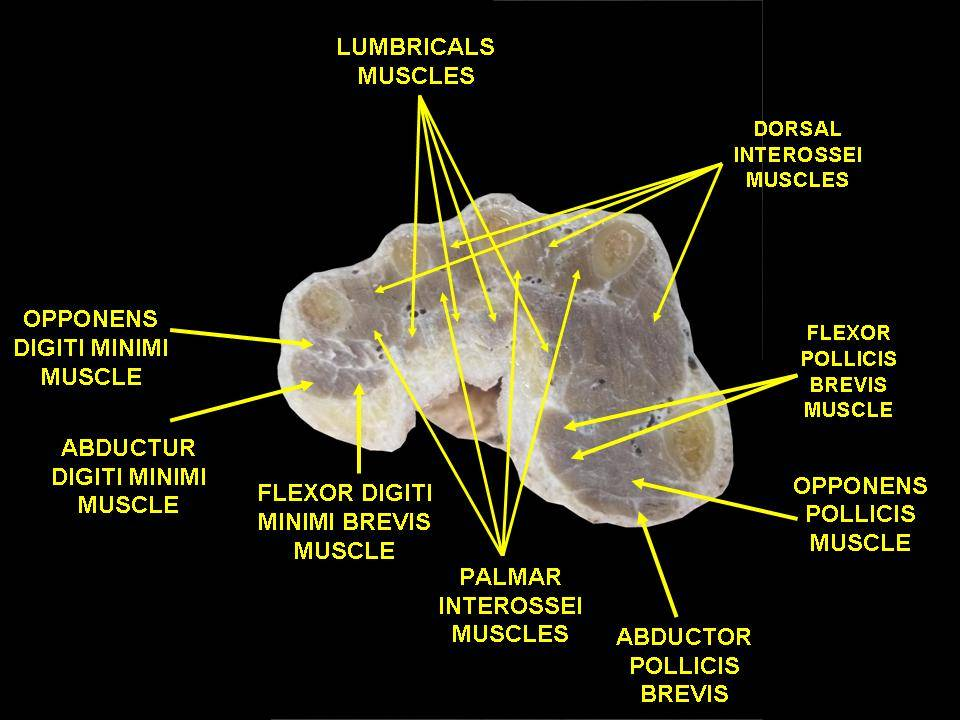